# Bone Eater - Il divoratore di ossa
Bone Eater - Il divoratore di ossa (Bone Eater) è un film per la televisione statunitense del 2007 diretto da Jim Wynorski.

## Trama
Tre operai, lavorando agli scavi in un cantiere, disseppelliscono i resti di un antichissimo cimitero indiano. I tre lavoratori sono assolutamente ignari di aver appena liberato uno spirito maligno intrappolato lì sotto da tempo. Così da una buca nel terreno, scavata dagli stessi, fuoriesce una creatura composta di ossa che li polverizza. Questa entità diventa sempre più forte e potente mietendo vittime e assorbendo le loro ossa. Lo sceriffo, coadiuvato da sua figlia, e il capo della locale comunità indiana tenteranno in tutti i modi di fronteggiare questa situazione, in contrasto con il proprietario del cantiere edile che non intende bloccare i lavori per interessi economici.

## Produzione
Il film fu prodotto da Cinetel Films, diretto da Jim Wynorski, girato a Santa Clarita e nel Vasquez Rocks Natural Area Park in California con un budget stimato in 700.000 dollari. Wynorski è anche sceneggiatore insieme a Bill Langlois Monroe.

## Distribuzione
Il film fu trasmesso in televisione nel 2007 sulla rete Sci-Fi Channel. 
È stato poi distribuito negli Stati Uniti in DVD nel 2007 dalla Lionsgate Home Entertainment.
Alcune delle uscite internazionali sono state:
- in Grecia il 17 ottobre 2007 (Osteofylakas, in DVD)
- in Giappone il 9 gennaio 2008 (Skeleton Rider, in DVD)
- negli Stati Uniti il 9 febbraio 2008 (Bone Eater)
- in Francia il 5 marzo 2008 (Bone Eater - L'esprit des morts, in DVD)
- in Ungheria il 12 marzo 2009 (A csontevő)
- in Belgio il 17 ottobre 2009
- nei Paesi Bassi il 17 ottobre 2009
- in Italia il 19 maggio 2010 (Bone Eater - Il divoratore di ossa, in DVD)
- in Germania (The Bone Eater)